# Lamar Hunt U.S. Open Cup 2007
La Lamar Hunt U.S. Open Cup 2007 è stata la novantaquattresima edizione della coppa nazionale statunitense. È iniziata il 12 giugno 2007 e si è conclusa il 2 ottobre 2007.
Il torneo è stato vinto dal New England Revolution che ha battuto in finale i FC Dallas per 3-2.
Per la prima volta dal 2002, la 94ª edizione del torneo non ha visto la partecipazione di tutte le squadre della Major League Soccer, ma solo di 8 club di cui sei qualificati automaticamente ed i restanti due qualificati tramite un playoff. Un'altra novità introdotta fu che tutte le società della USL First Division erano qualificate per la coppa ad esclusione del Puerto Rico Islanders a causa della sua appartenenza ad una federazione diversa da quella americana.

## Squadre partecipanti

### MLS
- Chicago Fire
- Chivas USA
- Colorado Rapids
- FC Dallas
- D.C. United
- Houston Dynamo
- LA Galaxy
- N.E. Revolution

### USL First Division
- Atlanta Silverbacks
- Carolina RailHawks
- California Victory
- Charleston Battery
- Miami FC
- Minnesota Thunder
- Portland Timbers
- Rochester Rhinos
- Seattle Sounders

### USL Second Division
- Cleveland City Stars
- Charlotte Eagles
- Cincinnati Kings
- Crystal Palace B.
- Harrisburg City I.
- Richmond Kickers
- Western Mass Pioneers

### PDL
- Bakersfield Brigade
- BYU Cougars
- Central Florida Kraze
- El Paso Patriots
- Kansas City Brass
- L.I. Rough Riders
- Michigan Bucks
- Ocean City Barons

### USASA
- Aegean Hawks
- Azzurri FC
- Banat Arsenal
- Danbury United
- Indios USA
- Lynch's Irish Pub FC
- Milwaukee Bavarians
- RWB Adria

## Date
| Turno            | Data             |
| ---------------- | ---------------- |
| Primo turno      | 12 giugno 2007   |
| Secondo turno    | 26 giugno 2007   |
| Terzo turno      | 10 luglio 2007   |
| Quarti di finale | 7 agosto 2007    |
| Semifinali       | 4 settembre 2007 |
| Finale           | 2 ottobre 2007   |

## Secondo Turno
| Squadra 1             | Risultato   | Squadra 2           |
| --------------------- | ----------- | ------------------- |
| Cleveland City Stars  | 1 - 2       | Richmond Kickers    |
| Harrisburg City I.    | 2 - 1       | Ocean City Barons   |
| Milwaukee Bavarians   | 0 - 4       | Carolina RailHawks  |
| El Paso Patriots      | 0 - 1       | Charleston Battery  |
| Western Mass Pioneers | 1 - 2 (dts) | Rochester Rhinos    |
| Charlotte Eagles      | 0 - 1       | Atlanta Silverbacks |
| California Victory    | 1 - 0 (dts) | Minnesota Thunder   |
| Portland Timbers      | 1 - 2       | Seattle Sounders    |

## Terzo Turno
| Squadra 1           | Risultato       | Squadra 2          |
| ------------------- | --------------- | ------------------ |
| Atlanta Silverbacks | 1 - 1 (3-4 dcr) | FC Dallas          |
| LA Galaxy           | 0 - 1           | Richmond Kickers   |
| Houston Dynamo      | 0 - 1 (dts)     | Charleston Battery |
| N.E. Revolution     | 4 - 2           | Rochester Rhinos   |
| California Victory  | 1 - 3           | Colorado Rapids    |
| D.C. United         | 0 - 1           | Harrisburg City I. |
| Chicago Fire        | 0 - 1           | Carolina RailHawks |
| Chivas USA          | 1 - 3           | Seattle Sounders   |

## Quarti di finale
| Squadra 1          | Risultato   | Squadra 2          |
| ------------------ | ----------- | ------------------ |
| Richmond Kickers   | 0 - 1       | Carolina RailHawks |
| FC Dallas          | 2 - 1 (dts) | Charleston Battery |
| Colorado Rapids    | 0 - 5       | Seattle Sounders   |
| Harrisburg City I. | 1 - 2       | N.E. Revolution    |

## Semifinali
| Squadra 1          | Risultato   | Squadra 2        |
| ------------------ | ----------- | ---------------- |
| Carolina RailHawks | 1 - 2 (dts) | N.E. Revolution  |
| FC Dallas          | 2 - 1 (dts) | Seattle Sounders |

## Finale
| Arbitro: | Alex Prus |

|                                      |           |                          |
| Noonan 21’ Twellman 41’ Thompson 57’ | Marcatori | Alvarez 30’ Thompson 64’ |